# Clathrus
Pour les articles homonymes, voir Clathrus (homonymie).
Genre
Synonymes
- Aserophallus Mont. & Lepr.[1]
- Clathrella E. Fisch.[1]
- Cletria P. Browne[1]
- Colonnaria Raf.[1]
- Dycticia Raf.[1]
- Linderia G. Cunn.[1]
- Linderiella G. Cunn.[1]

Clathrus est un genre de champignons basidiomycètes de la famille des Phallaceae.

## Liste des espèces
Selon Index Fungorum (28 avril 2020) :
- Clathrus acuminatus Roxb.
- Clathrus adnatus Batsch 1783
- Clathrus affinis Lloyd 1909
- Clathrus albidus L. Becker ex E. Fisch. 1888
- Clathrus americanus Lloyd 1909
- Clathrus archeri (Berk.) Dring 1980
- Clathrus argentinus L.S. Domínguez 1985
- Clathrus ater Huds. 1778
- Clathrus australis Speg. 1887
- Clathrus baumii Henn. 1903
- Clathrus camerunensis Henn. 1890
- Clathrus campana Lour. 1793
- Clathrus cancellatus Batsch 1783
- Clathrus cancellatus L. 1753
- Clathrus cancellatus Scop. 1772
- Clathrus chrysomycelinus Möller 1895
- Clathrus cinereus L. 1763
- Clathrus colonnarius Léman 1817
- Clathrus columnatus Bosc 1811
- Clathrus crispatus Thwaites ex E. Fisch. 1893
- Clathrus crispus Turpin 1829
- Clathrus cristatus Fazolino, Calonge & Baseia 2010
- Clathrus delicatus Berk. & Broome 1873
- Clathrus fischeri Pat. & Har. 1893
- Clathrus flavus L. 1763
- Clathrus guttatus Fr. 1851
- Clathrus hainanensis X.L. Wu 1998
- Clathrus higginsii F.M. Bailey 1912
- Clathrus hirudinosus Tul. 1849
- Clathrus hydriensis Hacq.
- Clathrus intermedius E. Fisch. 1893
- Clathrus luxurians Brond. 1830
- Clathrus mauritianus (Lloyd) Dring 1980
- Clathrus mexicanus Juv. García & A. López 1995
- Clathrus natalensis G.S. Medeiros, Melanda, T.S. Cabral, B.D.B Silva & Baseia 2018
- Clathrus nicaeensis Barla
- Clathrus nudus Bolton 1790
- Clathrus nudus L. 1755
- Clathrus nudus Oeder 1765
- Clathrus oahuensis Dring 1971
- Clathrus olivaceus Bolton 1790
- Clathrus parvulus Bres. & Roum. 1890
- Clathrus pedatus Schmidel 1793
- Clathrus pediculatus Guett. 1747
- Clathrus pedunculatus Batsch 1783
- Clathrus pertusus Batsch 1783
- Clathrus pseudocancellatus (E. Fisch.) Lloyd 1909
- Clathrus pseudocrispus Lloyd 1909
- Clathrus recutitus L. 1763
- Clathrus roseovolvatus Lécuru, Mornand, Fiard & Courtec. 2013
- Clathrus ruber P. Micheli ex Pers. 1801
- Clathrus sphaerocephalus Lilj. 1792
- Clathrus sphaerocephalus Relhan 1786
- Clathrus sulphureus Lilj. 1792
- Clathrus tepperianus F. Ludw. 1890
- Clathrus transvaalensis Eicker & D.A. Reid 1990
- Clathrus treubii Lloyd 1907
- Clathrus trilobatus Cobb 1906
- Clathrus triscapus Speg. 1906
- Clathrus turbinatus Bolton 1790
- Clathrus turbinatus Huds. 1778
- Clathrus volvaceus Bull. 1790
- Clathrus xiningensis (H.A. Wen) B. Liu 1994